# Amagasaki
Amagasaki (尼崎市 -shi) é uma cidade japonesa localizada na província de Hyogo.
Em 2005 a cidade tinha uma população estimada em 459 946 habitantes e uma densidade populacional de 9 241,43 h/km². Tem uma área total de 49,77 km².
Recebeu o estatuto de cidade a 1 de Abril de 1916.

## Cidades-irmãs
- Augsburgo, Alemanha
- Anshan, China